# محافظة كوموي
محافظة كوموي(بالفرنسية:comoé) هي إحدى محافظات بوركينا فاسو الخمس وأربعون وتقع في منطقة كاسكاديز(الشالالات)، عاصمة المحافظة هي بانفورا.
بلغ عدد سكان محافظة كوموي 633,043 نسمة حسب إحصاءات 2019.

## التقسيم الإداري

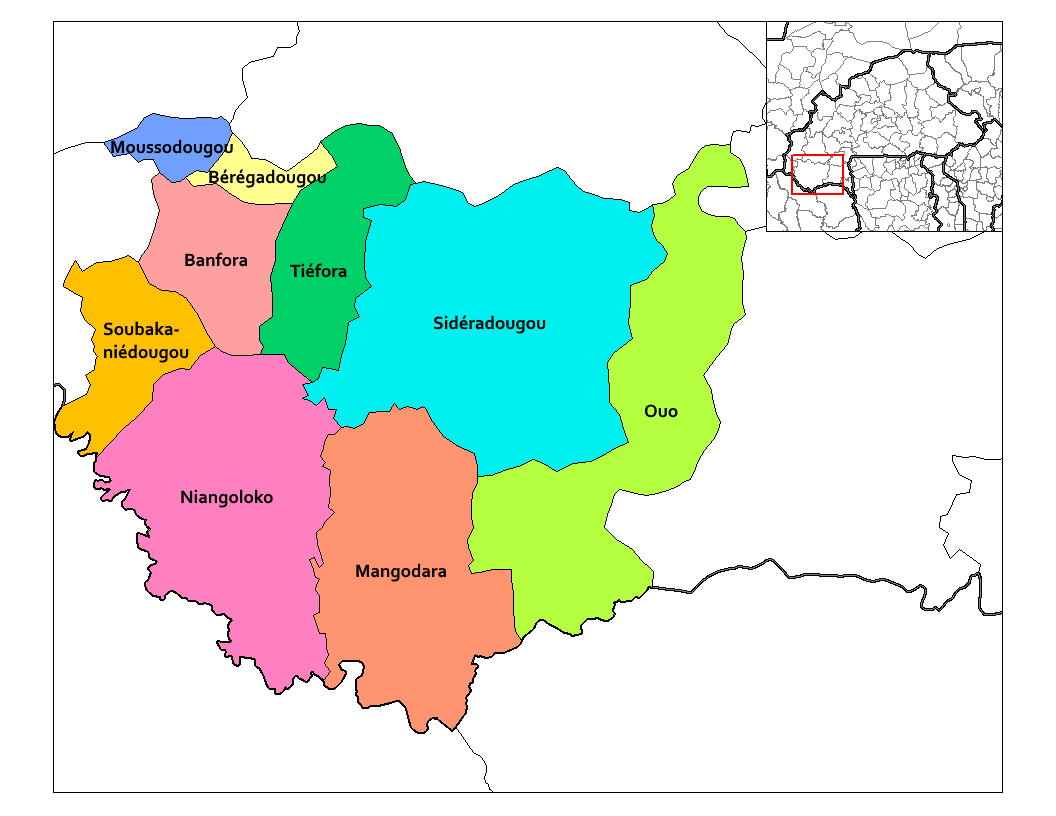
بلديات محافظة كوموي

تنقسم كوموي إلى 9 بلديات وهي:
1. بانفورا(العاصمة)
2. بيريجادوغو
3. مانغودارا
4. موسودوغو
5. نيانغولوكو
6. أوو
7. سيديرادوغو
8. سوباكانيدوغو
9. تيفورا

## التحضر
حسب إحصاءات 2019 فإن عدد سكان المحافظة الذين يعيشون في الريف 482,299 نسمة، وعدد الذين يعيشون في الحضر 150,744 نسمة. 

## التركيبة السكانية حسب الفئات العمرية
حسب إحصاءات 2019 فإن عدد السكان الذي يتراوح عمرهم بين 0-14 عامًا 293,963 نسمة، وعدد السكان الذي يتراوح عمرهم بين 15-64 عامًا 322,533 نسمة، وعدد السكان الذي عمرهم +65 عامًا 16,547 نسمة. 

## التركيبة السكانية حسب الجنس
حسب إحصاءات 2019 فإن عدد الذكور 306,851 نسمة أي 48.5% من إجمالي السكان، وعدد الإناث 326,192 نسمة أي 51.5% من إجمالي السكان. 